# Gare de Kaohsiung
La gare de Kaohsiung (chinois traditionnel : 高雄車站) est le principal nœud ferroviaire de la ville de Kaohsiung, deuxième agglomération de Taïwan. Ouverte en 1908 à la jonction de la ligne de l'Ouest (en) et de la liaison Sud (en), la gare est totalement reconfigurée entre 2010 et 2024, de manière à l'ouvrir sur la ville et à la rendre plus attractive et opérationnelle.

## Histoire

### Première gare
La première gare de Kaohsiung est bâtie en 1908 en tant que terminus de la ligne occidentale, alors la seule ligne de l'île de Formose. Elle est alors nommée « Takow Station » et le bâtiment est construit en bois. En 1920, à la suite du renommage de la ville, la gare devient « Takao Station ». En 1941, les activités fret et passagers sont physiquement séparée. Le site originel est destiné au fret et un nouveau site est construit pour les voyageurs sur les bords de la Love (en). Toutefois, au cours du mois de janvier 1945, les Américains bombardent lourdement Kaohsiung alors sous occupation japonaise. La gare est détruite ; elle est reconstruite en 1947, en béton armé, briques et une charpente en bois, par l'Administration des chemins de fer de Taïwan (en), sur un emplacement un peu plus méridional. Ce dernier bâtiment est inscrit au registre des bâtiments historiques de la ville de Kaohsiung le 26 février 2003. En 2010, le bâtiment est transformé en musée,.

La première gare de Kaohsiung
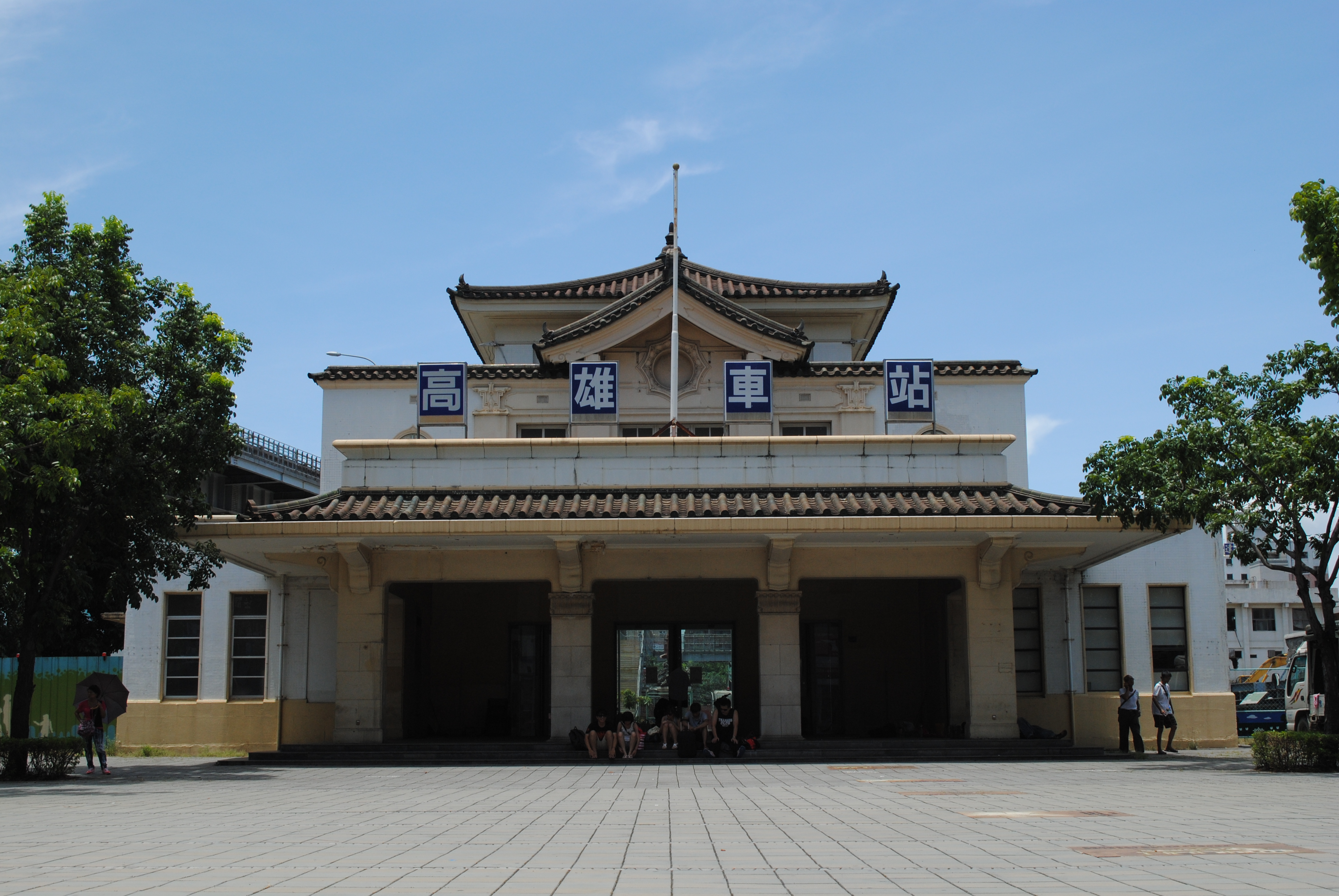
Le bâtiment de l'ancienne gare de Kaohsiung.
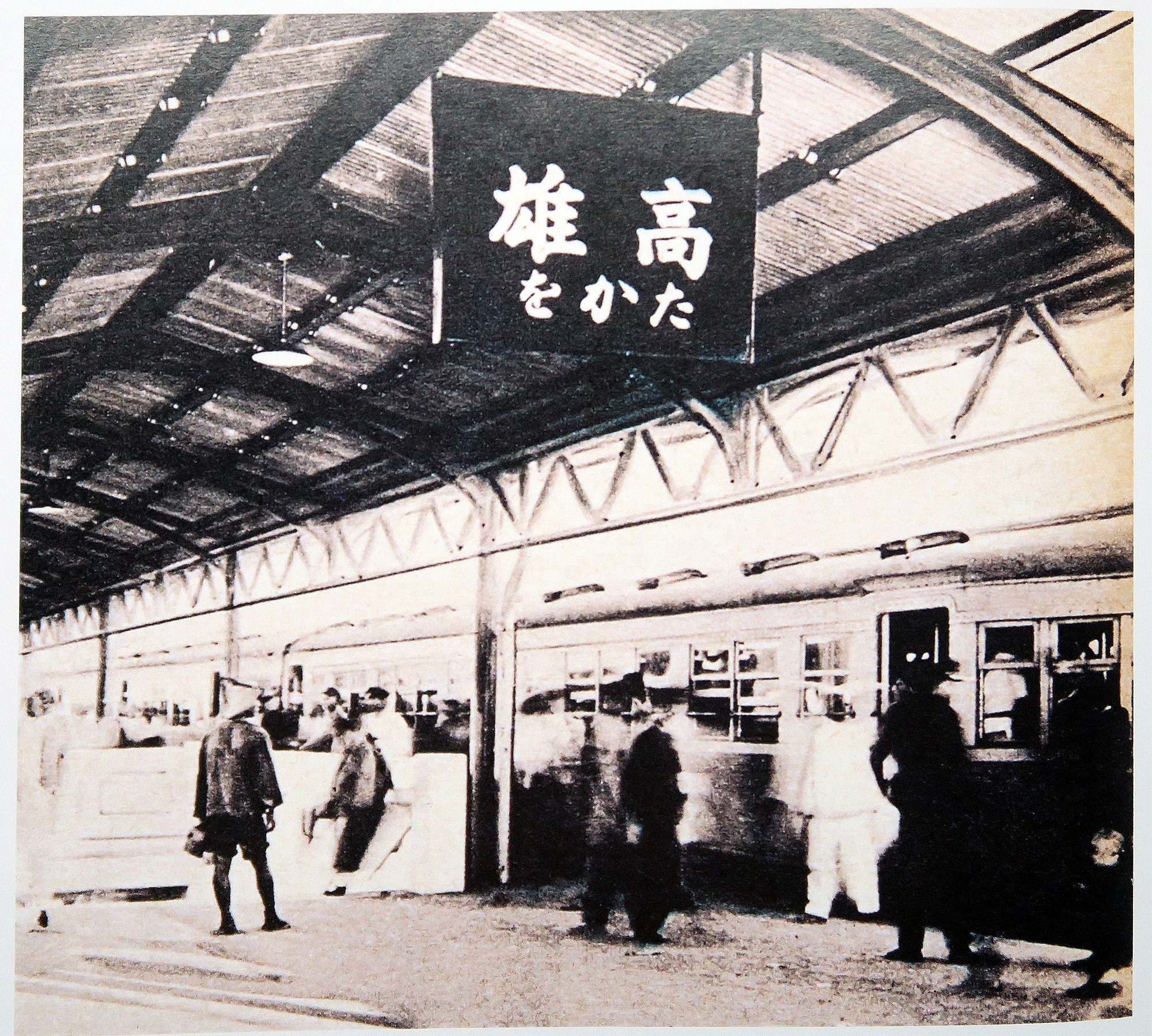
Les quais de l'ancienne gare.

### Gare transitoire et travaux
Avant les travaux d'aménagement, le bâtiment historique de 1947 est déplacé sur vérins en 2002, pendant qu'un bâtiment provisoire en béton est construit juste à côté.

La gare historique et la gare de chantier durant les travaux
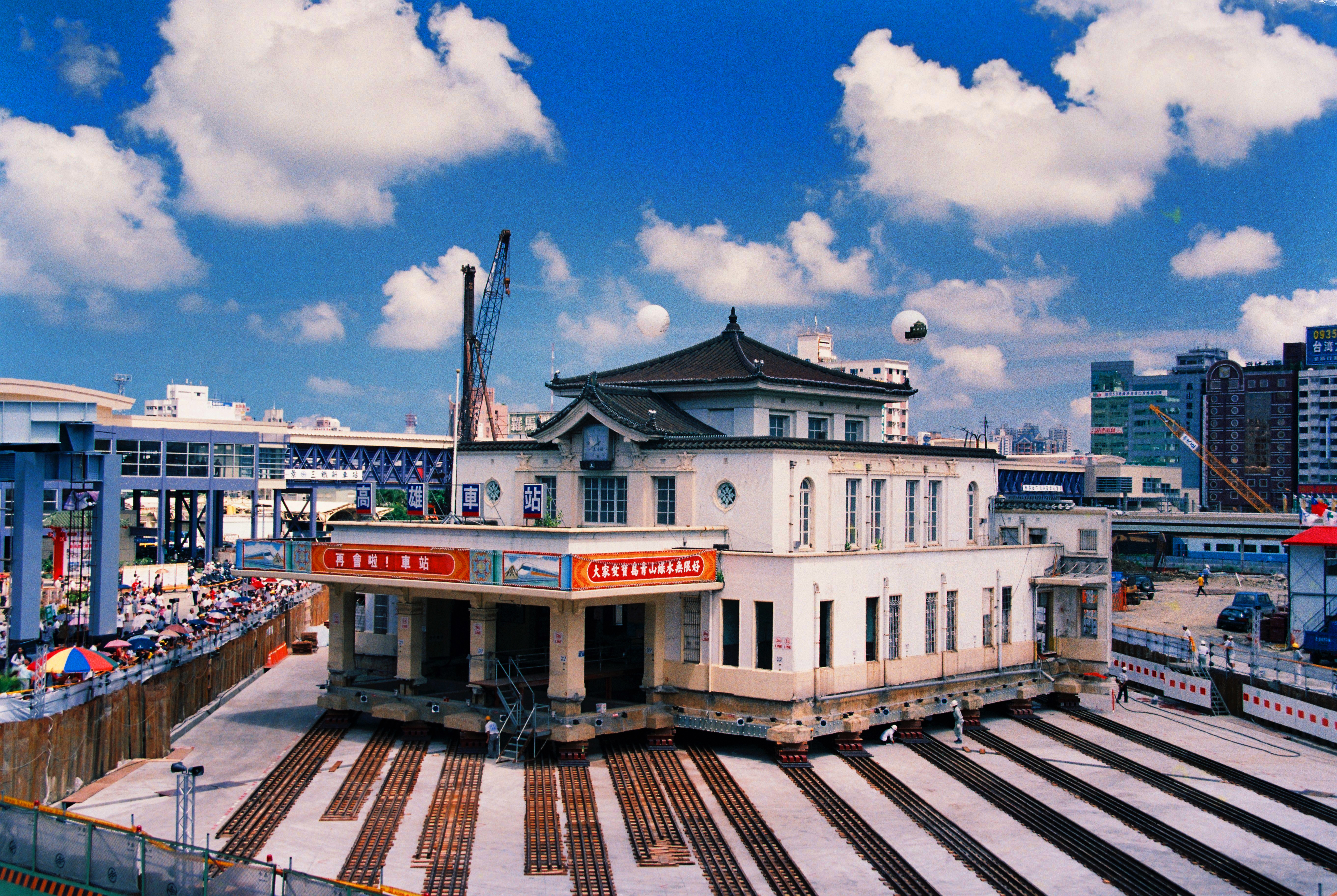
Le transfert de l'ancienne gare en août 2002.
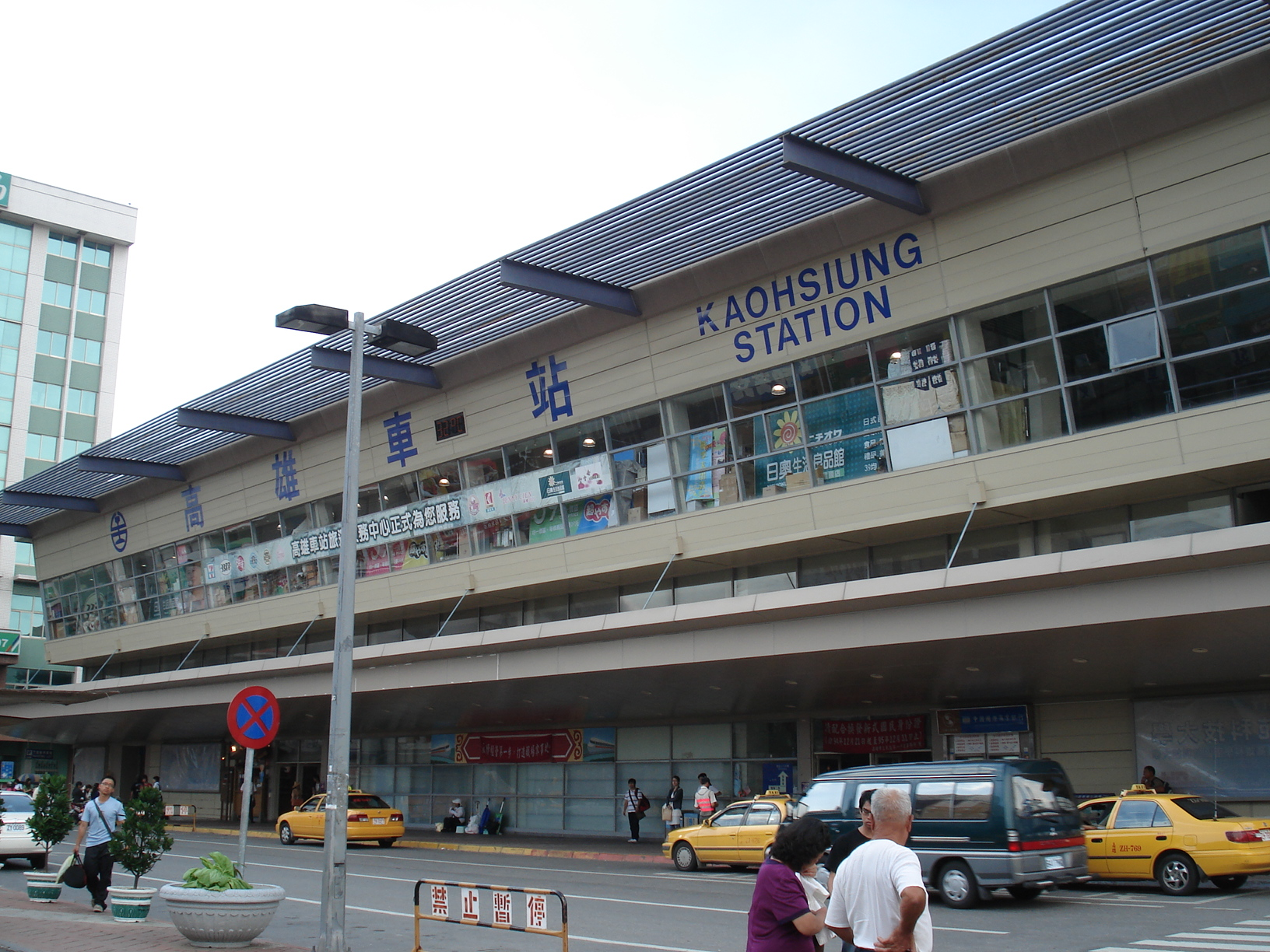
La façade de la gare provisoire entre 2002 et 2023.
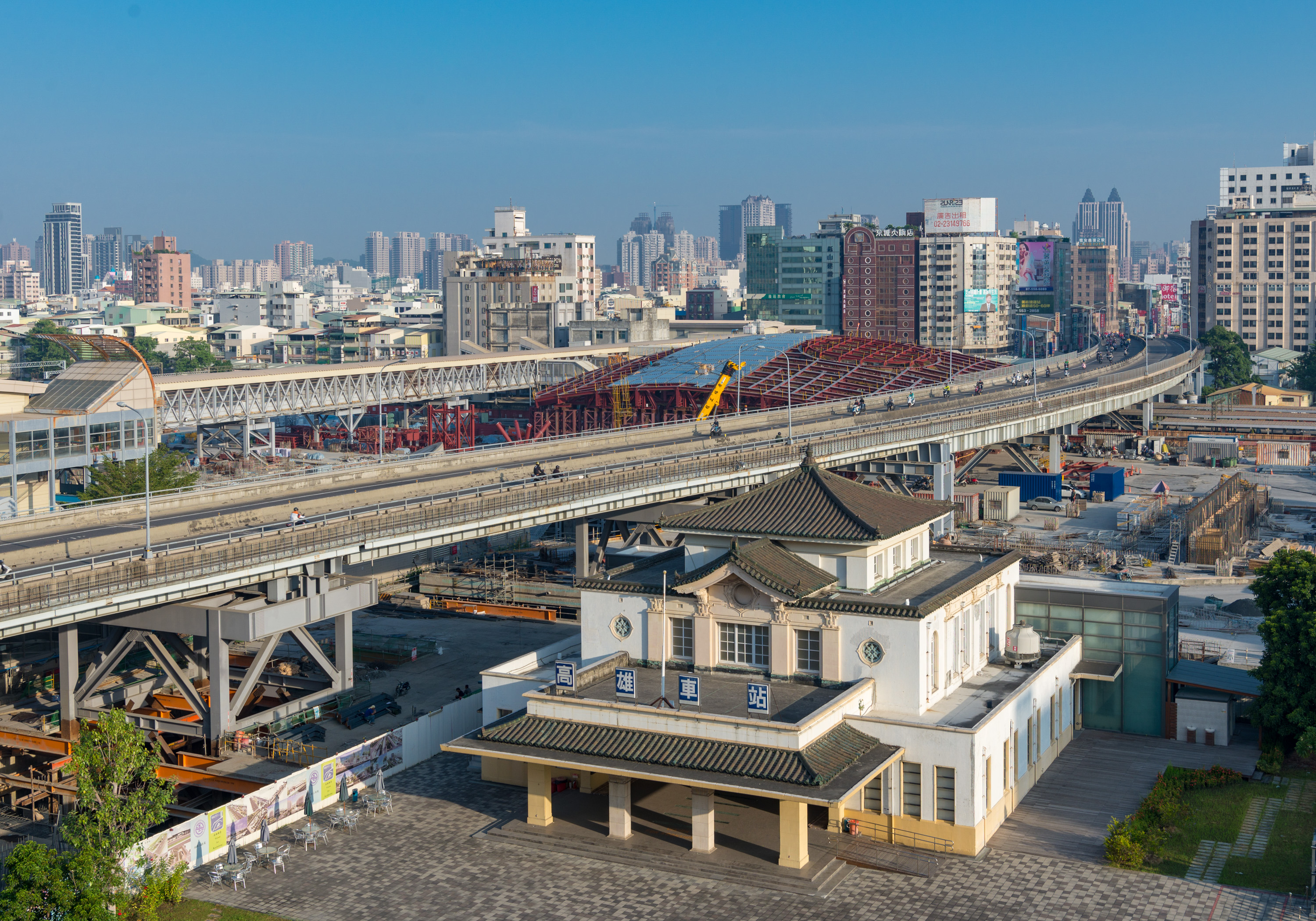
Site provisoire de l'ancienne gare et gare provisoire à l'extrême gauche.
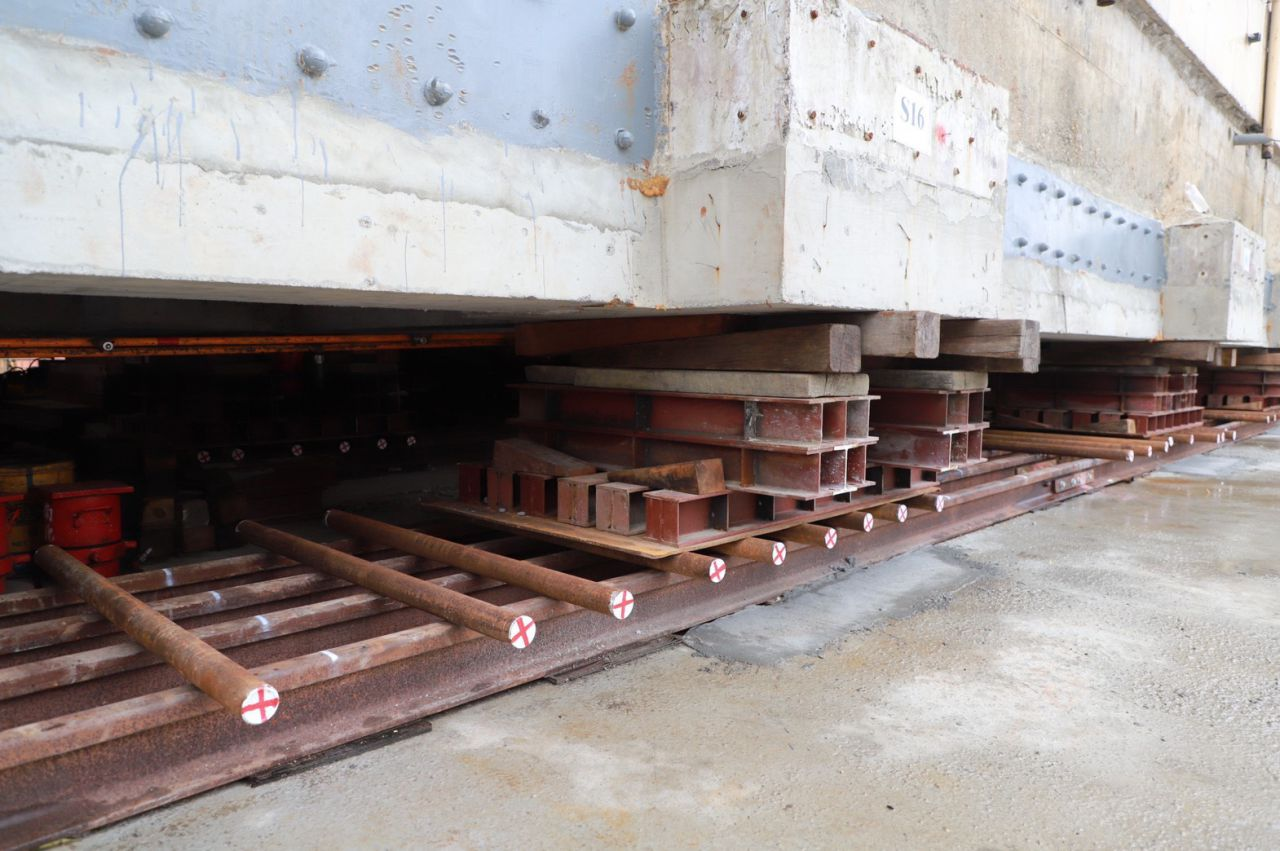
Vérinage du bâtiment historique de la gare en 2021.

En 2016, l'agence néerlandaise d'architecture Mecanoo (nl) présente les plans et visuels du projet lauréat visant à reconstruire intégralement la gare de Kaohsiung, mais aussi à l'intégrer à la ville environnante. Ces travaux s'inscrivent dans la volonté municipale d'enterrer sur dix kilomètres la voie ferrée qui partage le centre-ville en deux.

Les travaux de la nouvelle gare
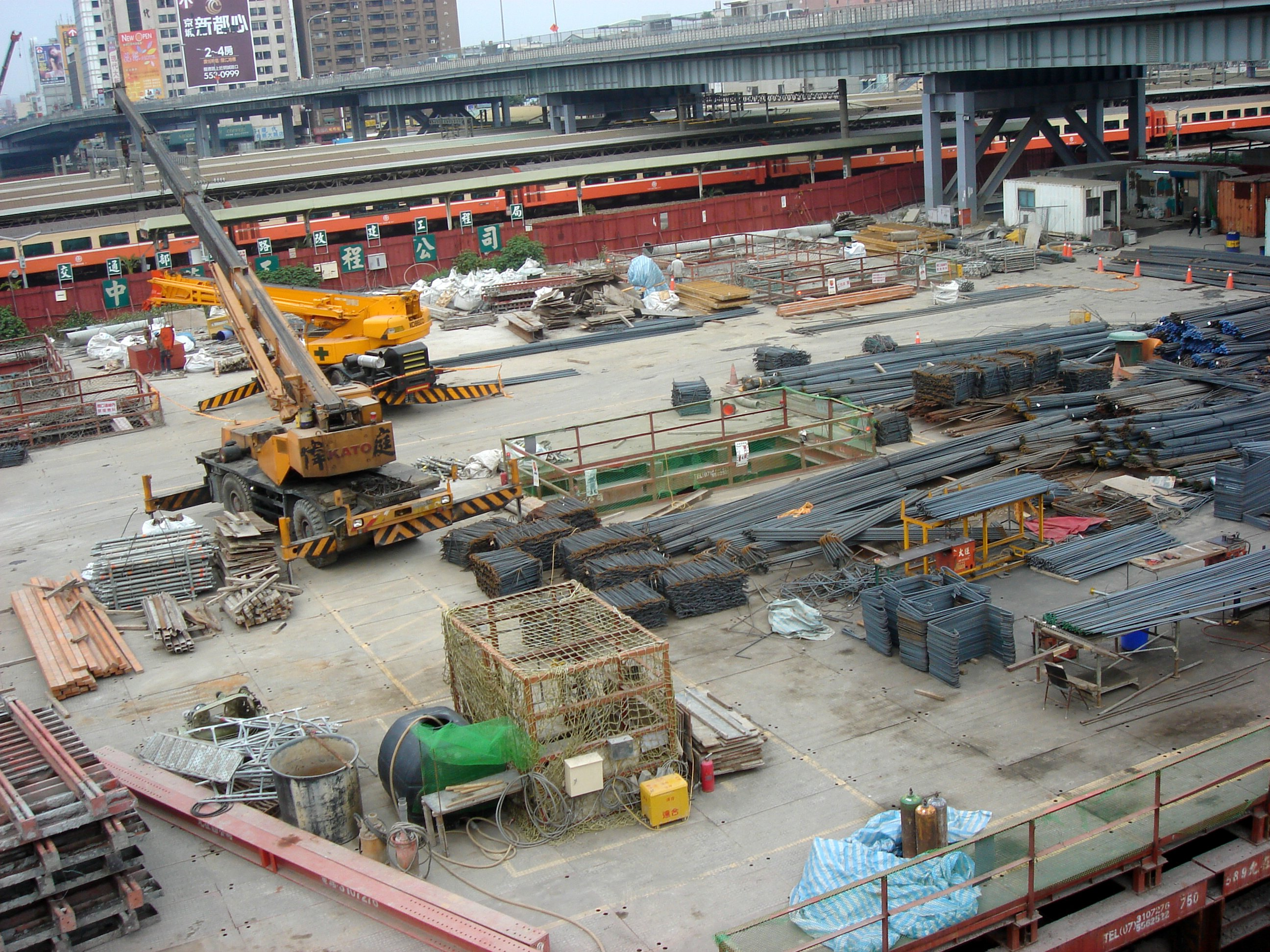
Les travaux d'aménagement de la nouvelle gare en 2005.
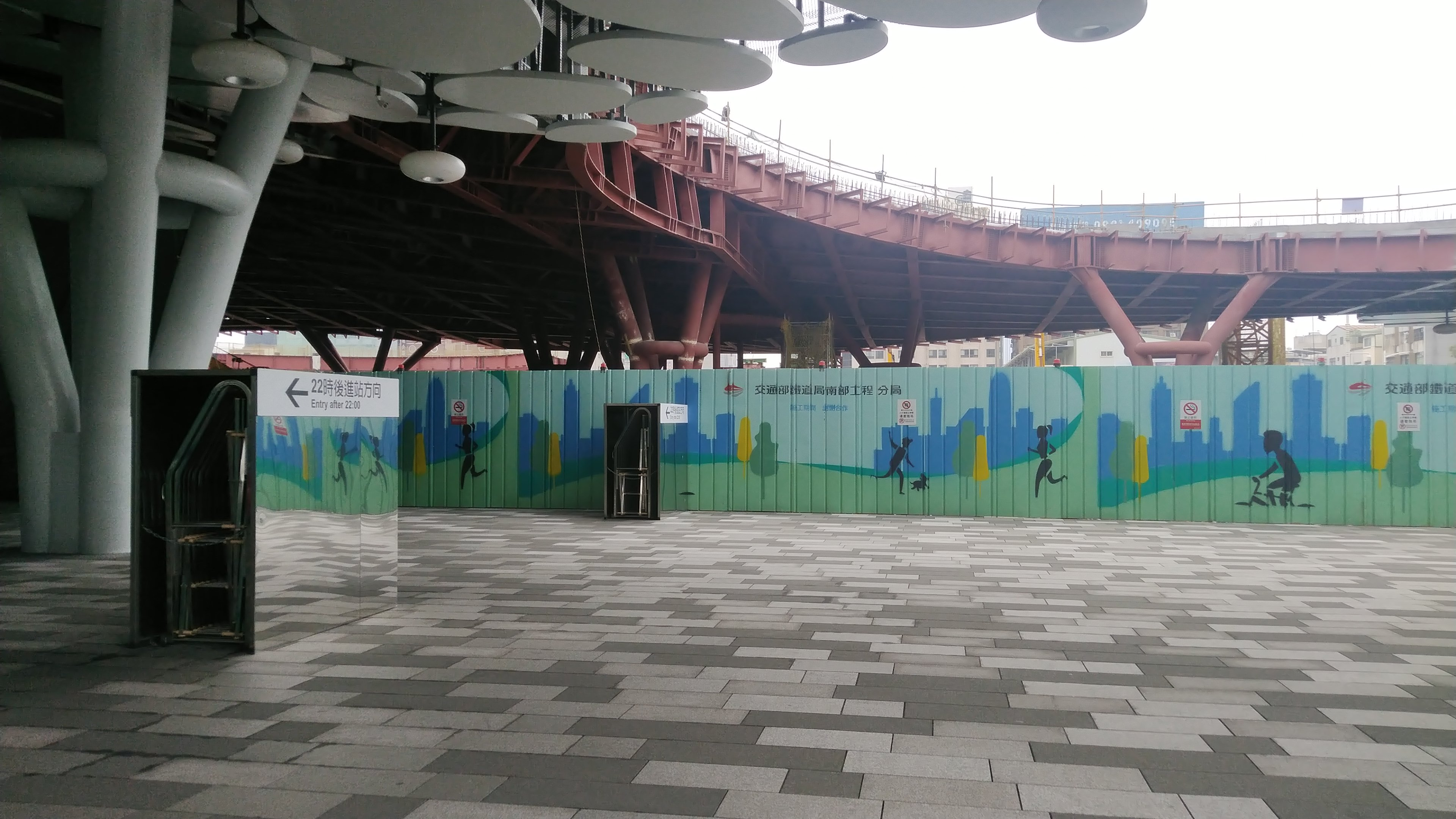
Le chantier de la future halle en 2023.
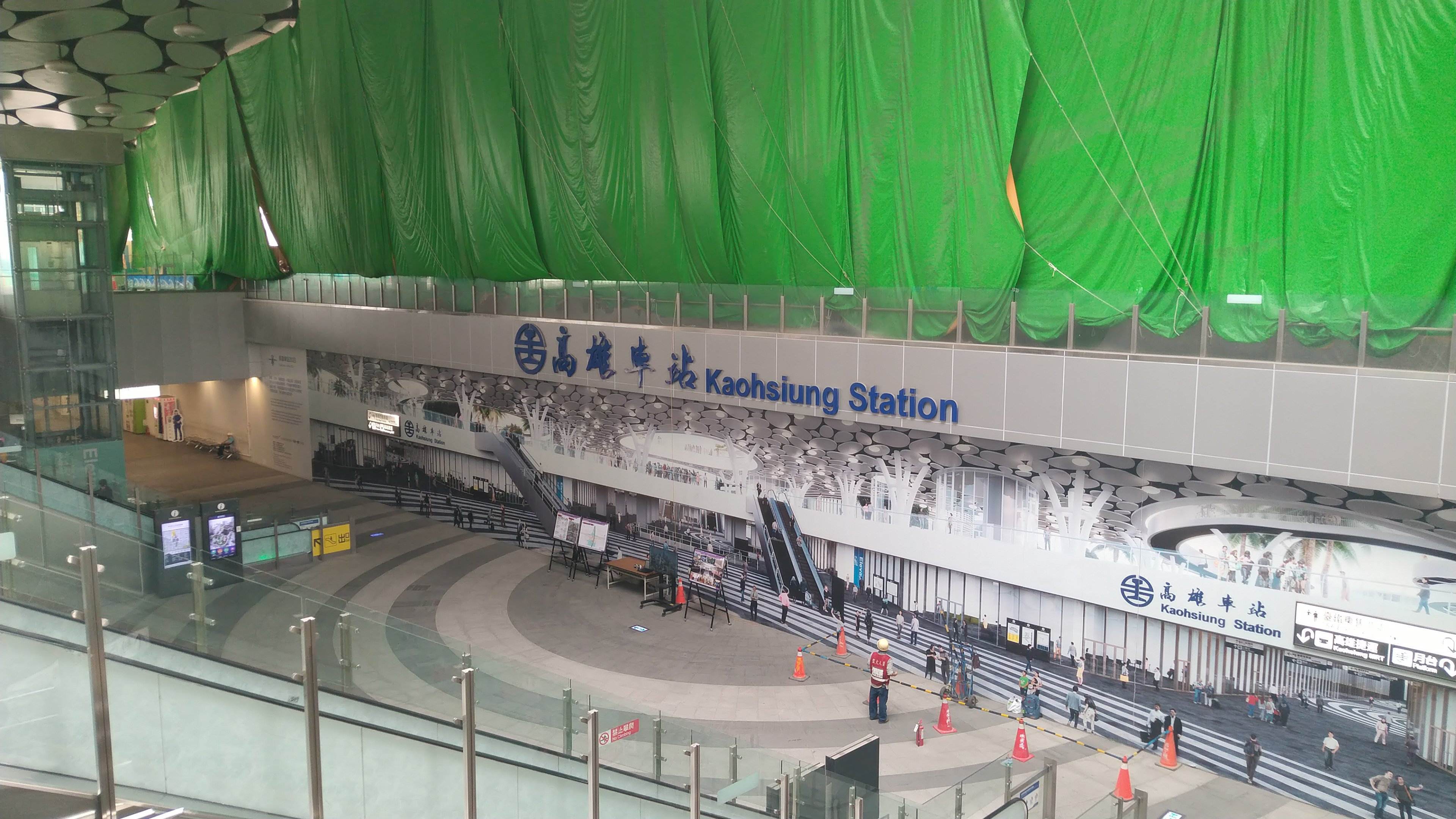
La salle d'échanges en chantier en 2023.

### Nouvelle gare
L'ensemble du projet couvre une surface de 8,5 hectares. Le nouveau bâtiment est organisé sur plusieurs niveaux sous une vaste canopée artificielle. Le niveau supérieur correspond à un jardin public permettant d'apporter un espace vert en centre-ville, mais également une piste cyclable traversante permettant un passage est-ouest sécurisé. Le bâtiment historique a été replacé dans le cadre de ce parc, afin de rappeler l'histoire de la gare.
La halle centrale, souhaitant s'inscrire dans la tradition urbaine des places de village et des parvis de l'île est le cœur du nouveau bâtiment. Elle a donc reçu un traitement architectural particulier, avec un sol pavé et un plafond décoré de luminaires ovales et éclairé par des puits de lumières. Des auvants flottants marquent l'entrée de la gare sur l'axe principal. Cet espace comprend des commerces, des restaurants, un hôtel, aussi bien à destination des voyageurs que de la population locale.

Vues de la nouvelle gare
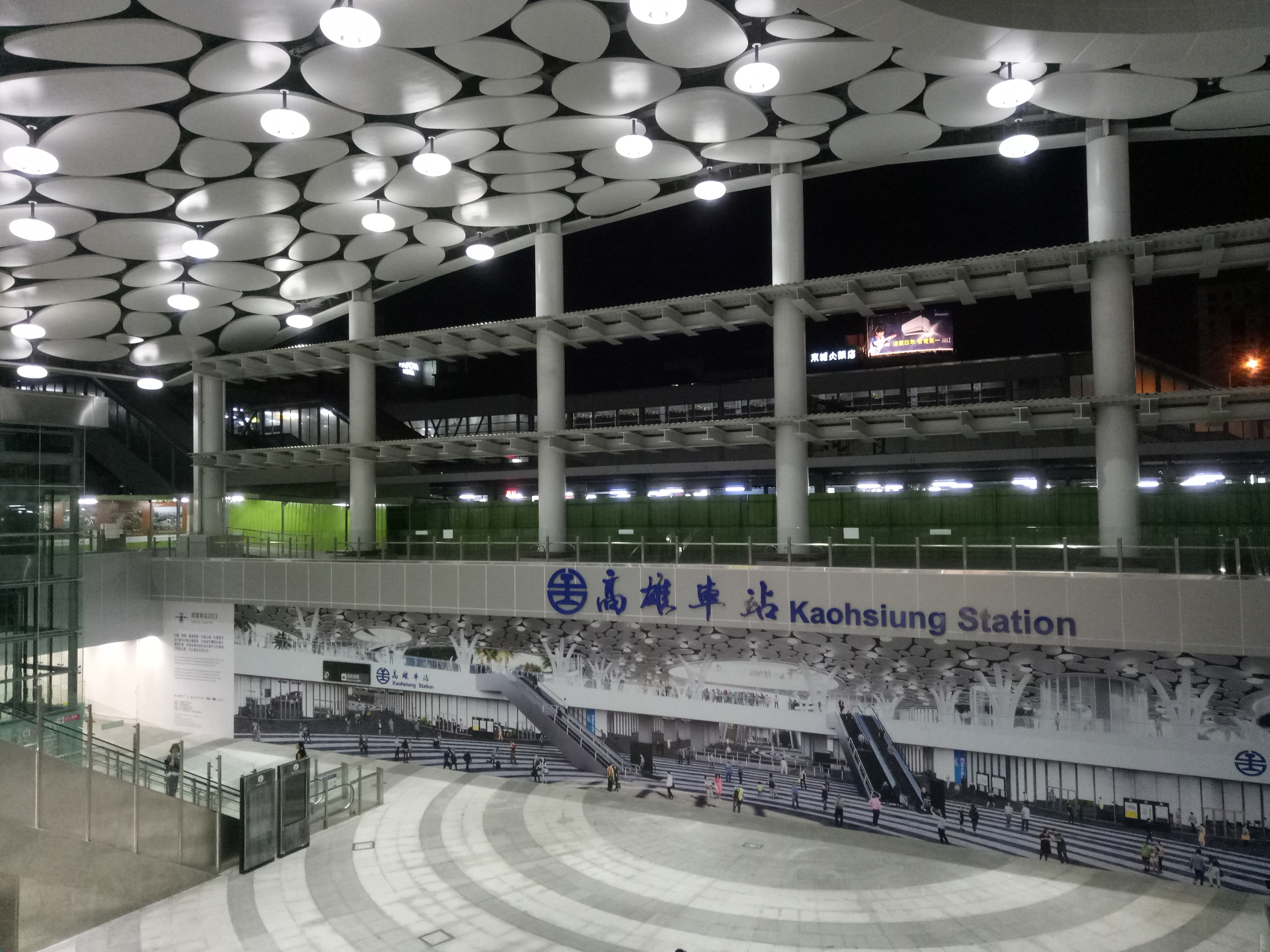
La halle principale de la gare en 2018.
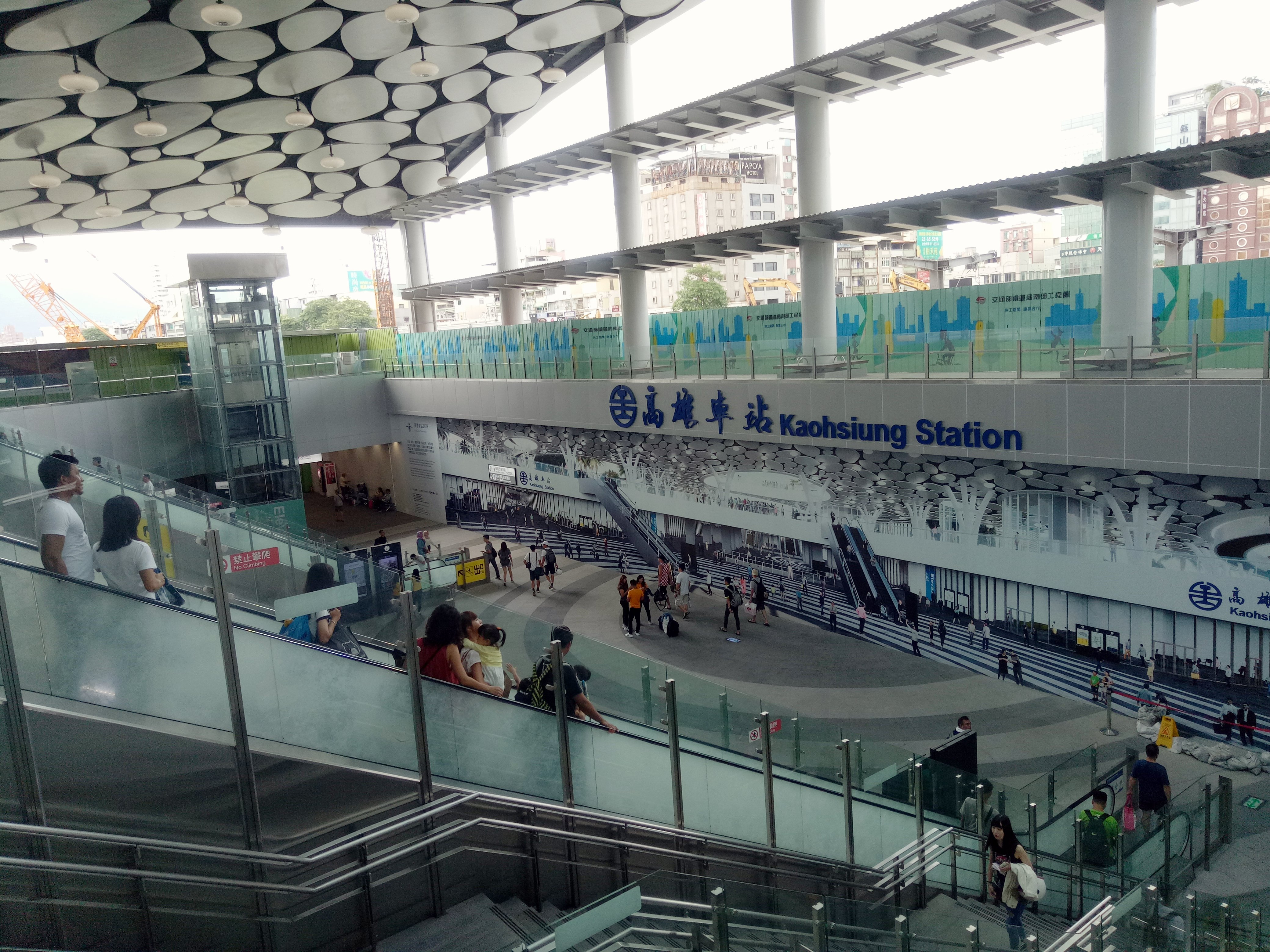
Les escalators de la halle en 2019.
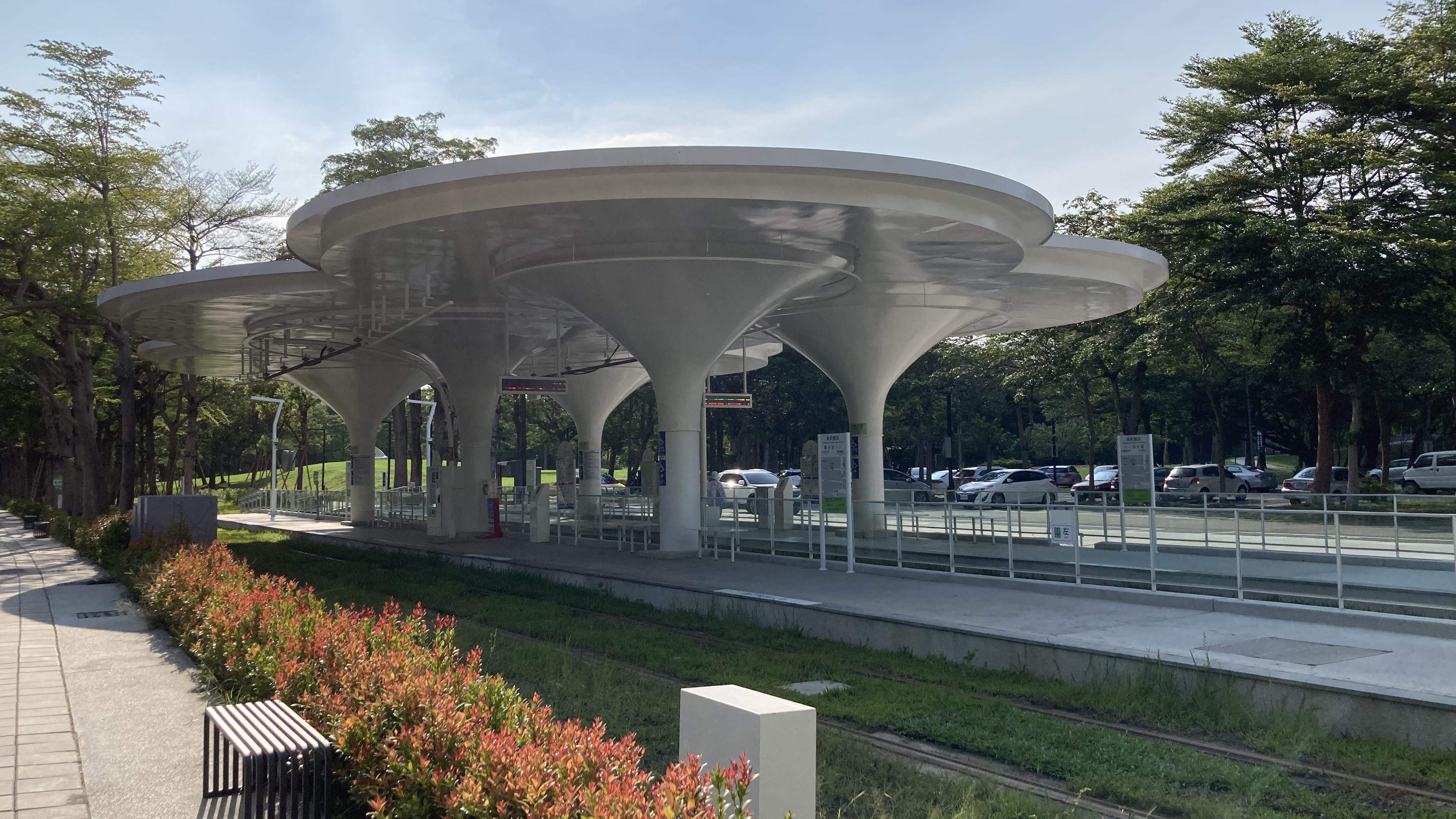
Le parc entourant la gare en juin 2023.
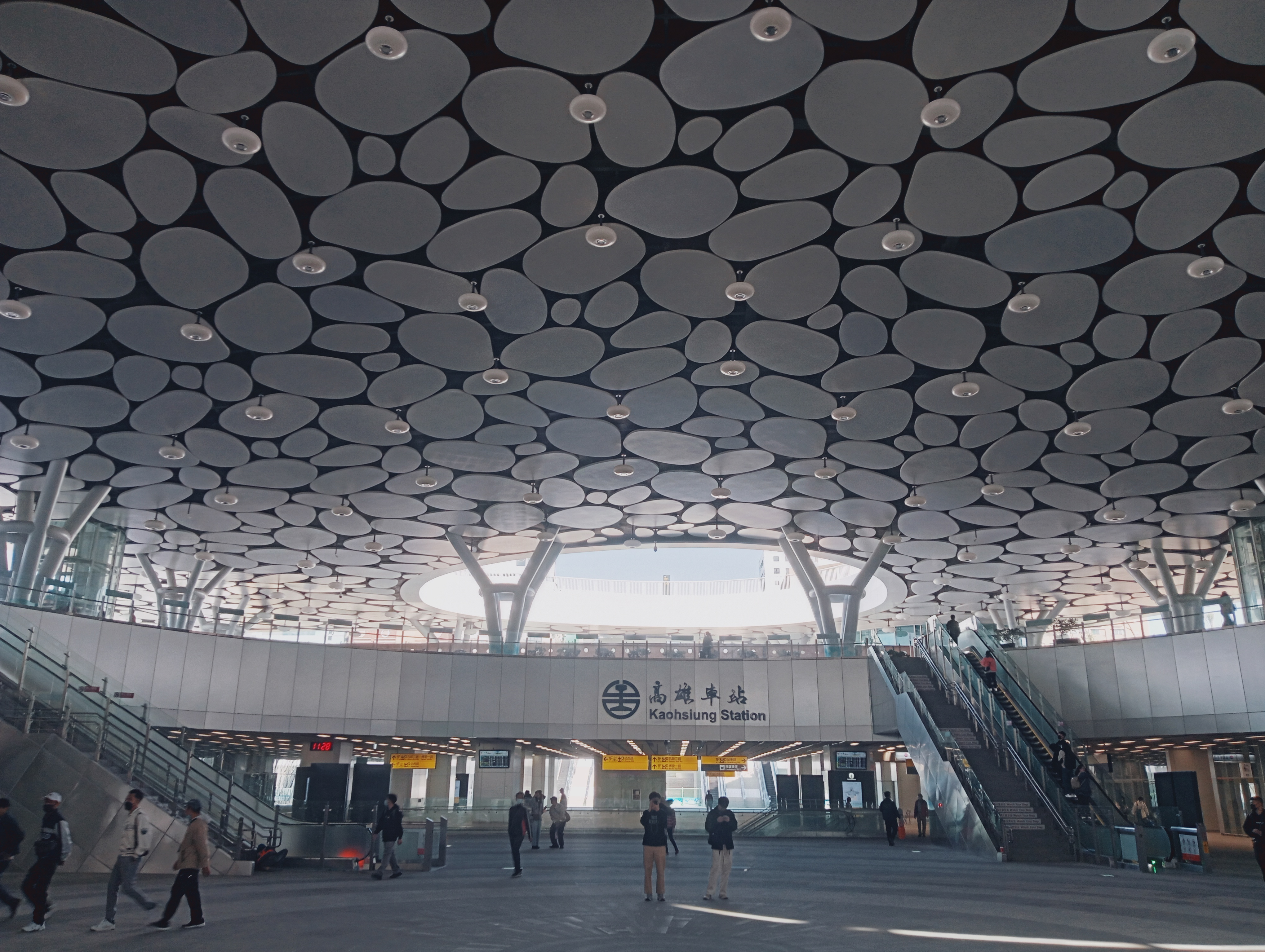
Le plafond de la grande salle en janvier 2025.

### Intermodalité
Les niveaux inférieurs comprennent un centre d'échanges où correspondent les lignes ferroviaires, la ligne rouge du métro, les bus et taxis.